# Polyptyque de Pise
Le Polyptyque de Pise est un retable polyptyque de Masaccio, peint en 1426 pour l'église du Carmel de Pise, et aujourd'hui dispersé entre Londres, Berlin, Los-Angeles, Naples, Pise et Vienne.

## Histoire
Le polyptyque a été commandé le 19 février 1426  pour l'église du Carmel (Carmine) de Pise pour 80 florins par  le notaire Ser Giuliano di Colino degli Scarsi da San Giusto pour la chapelle de sa famille édifiée en 1425. Le livre de compte de Giulano di Colino nous apprend que le dernier paiement à Masaccio est effectué le 26 décembre de la même année. On peut donc supposer qu’à cette date, l'œuvre est achevée.
Le polyptyque de Pise  est démembré (smembrato) à la fin du XVIe siècle, probablement lorsque le jubé contre lequel la chapelle est adossée est démoli. 
Différents historiens de l'art et experts ont émis des hypothèses sur les emplacements probables des différents panneaux dans l'ensemble polyptyque : Salmi en 1932 et 1948, Steinbart en 1948, Shearman en 1961 et 1966, puis, de nouveau Salmi en 1967.
En 2001, année du six centième anniversaire de la naissance de Masaccio, la National Gallery qui possède le panneau central, a reconstitué l'allure du polyptyque.

## Thème
Épisodes du Nouveau Testament, thèmes de l'iconographie de la peinture chrétienne, tous en relation avec la Passion du Christ, rassemblés dans un polyptyque.

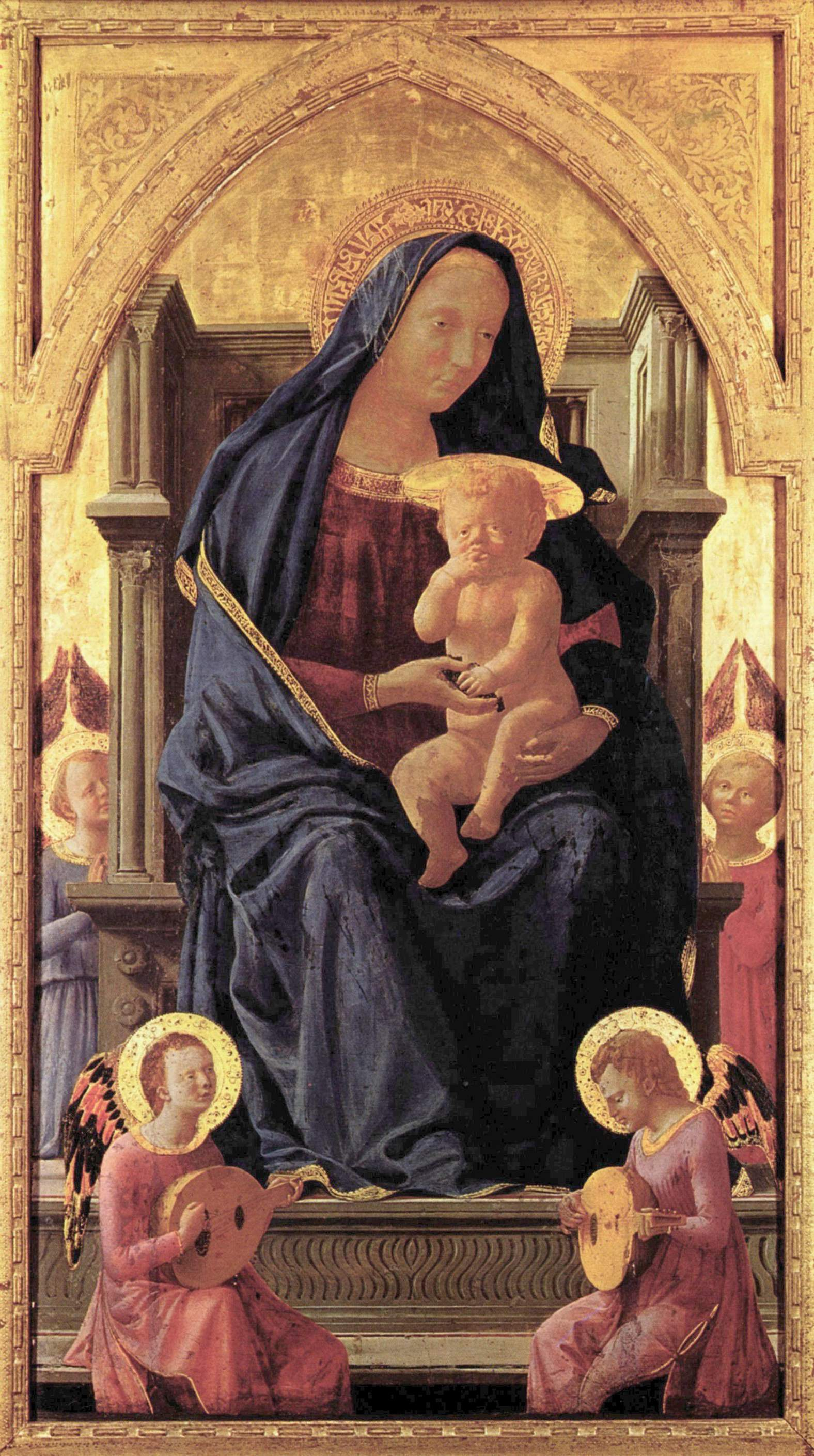
Madonna col Bambino, panneau central, National Gallery, Londres
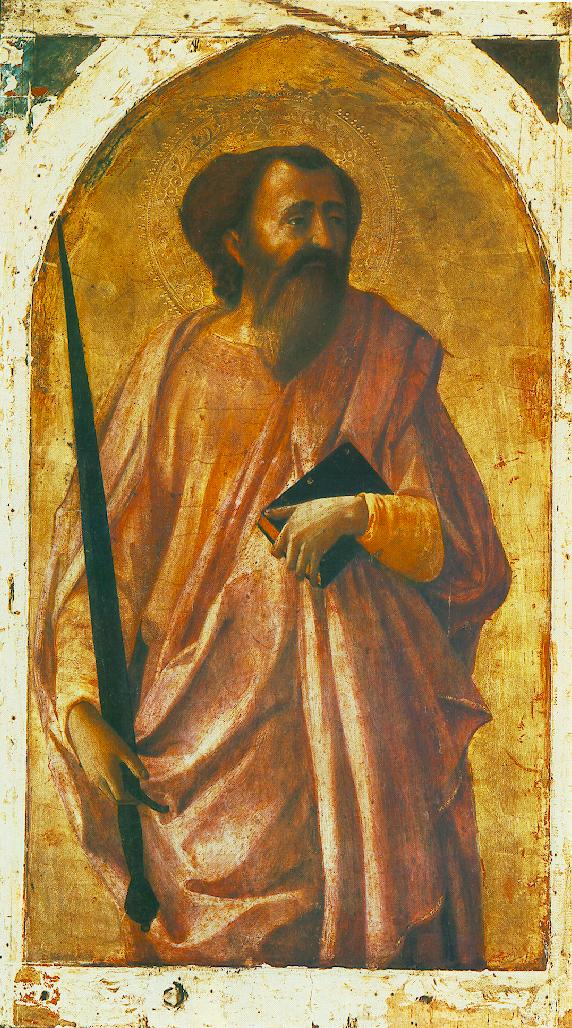
Saint Paul, prédelle, Musée San Matteo de Pise

## Composition
A ce jour, onze des dix-sept panneaux (au moins) qui constituaient l'ensemble d'origine sont identifiés. Ses éléments sont dispersés dans les musées du  monde entier :
- Vierge à l'Enfant, panneau central, National Gallery, Londres. Le panneau, attribué jusque-là à Gentile da Fabriano, fut rendu à Masaccio en 1906  par Bernard Berenson. La National Gallery en fit l’acquisition en 1916.
- Crucifixion, panneau supérieur de 83 × 63 cm, Musée de Capodimonte de  Naples. Le panneau fut acquis par le musée en 1901. Adolfo Venturi fut le premier à l'identifier comme une œuvre de Masaccio et  Wilhelm Suida, le premier, en 1906, à y reconnaître un panneau du retable de Pise.
- Saint Paul, Museo Nazionale di San Matteo, Pise
- Saint André, Getty Center, Los-Angeles
- Gemäldegalerie, Berlin :
  - Épisodes de la Vie de saint Julien et de saint Nicolas, panneau droit de la prédelle,
  - Adoration des mages, panneau central de la prédelle,
  - Crucifiement de saint Pierre et Martyre de saint Jean-Baptiste, panneau gauche de la prédelle,
  - Saint carmélite glabre, colonnette d'encadrement de droite,
  - Saint carmélite barbu, colonnette d'encadrement de droite,
  - Saint Augustin, colonnette d'encadrement de gauche,
  - Saint Jérôme, colonnette d'encadrement de gauche.

### Crucifixion (panneau supérieur)

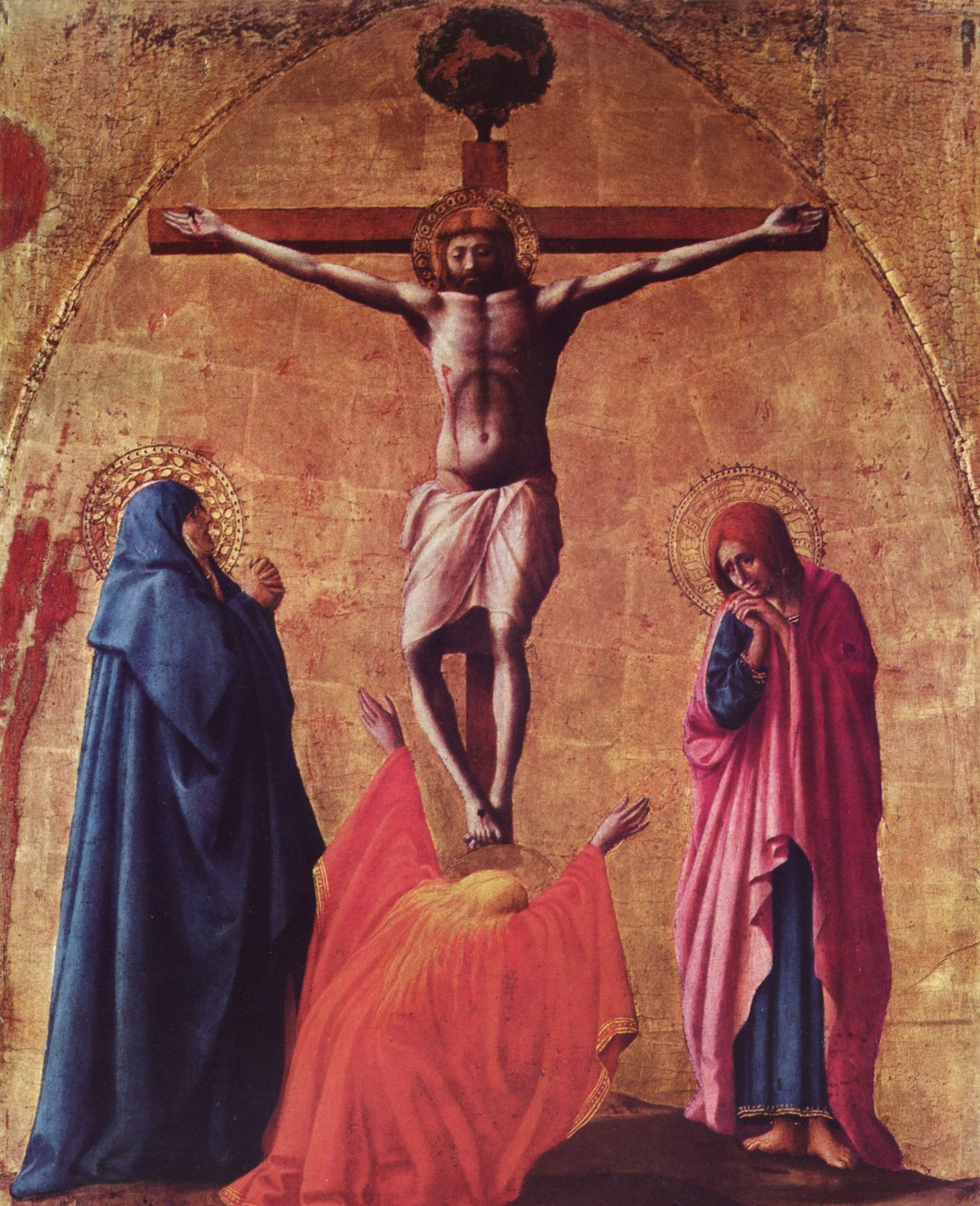
Crucifixion, conservée au musée Capodimonte de Naples

Ce tableau de 83 × 63 cm sur fond doré, semble contenir un corps du Christ désarticulé sur la croix, avec une tête sans cou et un déhanchement particulier des jambes. En fait, le tableau étant le panneau central supérieur du polyptyque, doit être vu de très bas et la construction est une anamorphose perspective qui restitue une vue cohérente du corps du Christ depuis le pied de la croix.
Un arbre de la Vie figure au sommet de la croix.
Marie à gauche et Jean à droite sont tous les deux mains jointes, dans des poses immobiles et seule Marie-Madeleine, au centre agenouillée les bras au ciel, adopte une pose plus prononcée de la douleur à la manière méditerranéenne des pleureuses.

### Autres éléments du polyptyque démembré et dispersé

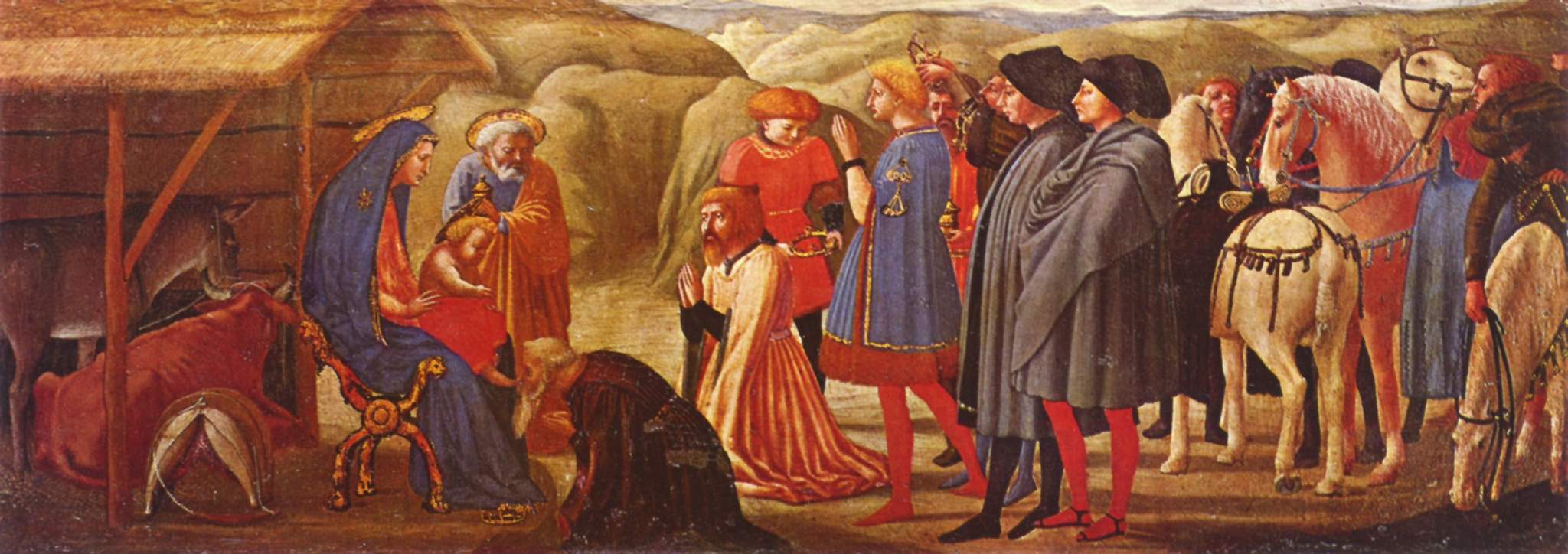
Adoration des mages, prédelle, Staatliche Museen, Berlin

## Reconstitution
|                         |                                                  |                                                  | Crocifissione a Napoli        |                                               |                                               |  |
| San Paolo a Pisa        |                                                  |                                                  | Sant'Andrea a Malibu          |                                               |                                               |  |
| San Paolo a Pisa        | Madonna col Bambino a Londra                     |                                                  | Sant'Andrea a Malibu          |                                               |                                               |  |
|                         |                                                  |                                                  |                               |                                               |                                               |  |
| Sant'Agostino a Berlino | Carmelitano barbuto a Berlino                    |                                                  |                               |                                               |                                               |  |
| San Girolamo a Berlino  | Carmelitano imberbe a Berlino                    |                                                  |                               |                                               |                                               |  |
|                         | Martirio di Giovanni Battista e Pietro a Berlino | Martirio di Giovanni Battista e Pietro a Berlino | Adorazione dei Magi a Berlino | Storie di san Giuliano e san Nicola a Berlino | Storie di san Giuliano e san Nicola a Berlino |  |

## Sources
- (it) Cet article est partiellement ou en totalité issu de l’article de Wikipédia en italien intitulé « Crocifissione (Masaccio) » (voir la liste des auteurs).